# Brzezinka (Karczew)
Pour les articles homonymes, voir Brzezinka.
Brzezinka (prononciation : [bʐɛˈʑinka]) est un village polonais de la gmina de Karczew dans le powiat d'Otwock de la voïvodie de Mazovie dans le centre-est de la Pologne.
Il se situe à environ 6 kilomètres au sud-est de Karczew (siège de la gmina), 8 kilomètres au sud d'Otwock (siège du powiat) et à 28 kilomètres au sud-est de Varsovie (capitale de la Pologne).

## Histoire
De 1975 à 1998, le village appartenait administrativement à la voïvodie de Varsovie.